# قصف جبل عطان (صنعاء)
قصف جبل عطان هي عملية عسكرية نفذها طيران «عاصفة الحزم» في ظهيرة يوم الاثنين 20 أبريل 2015، حيث استهدفت غارة جوية مقر ألوية الصواريخ في جبل فج عطان جنوب غرب صنعاء،  أسفرت عن مقتل 90 شخصاً على الأقل،  وجرح أكثر من 398 آخرين، أصيب معظمهم بسبب شضايا الانفجار وتحطمت أجزاء من المباني عليهم،  وغطت سحابة غبار ضخمة سماء العاصمة، وتعتبر الغارة الأعنف في صنعاء منذ بدء عملية عاصفة الحزم. وكان جبل فج عطان هدفاً لغارات التحالف لأكثر من ثلاثة أسابيع ماضية، حيث تحاول الطائرات الحربية التابعة لعاصفة الحزم تهديم أجزاء من الجبل، على أمل كشف وتدمير مخازن الصواريخ. وكان من بين الشهداء محمد راجح شمسان وهو مذيع في قناة اليمن اليوم بعد تدمر مبنى القناة الواقع في فج عطان، وتوقف بثها.
وقالت وزارة الداخلية التي يسيطر عليها الحوثيون أن الضحايا بلغوا 579 شخصاً بينهم 84 شهيد.

## خسائر

### الأرواح
نتيجة للضربة استشهد 26 وجرح أكثر من 398،  بينهم نساء وأطفال، نقلوا إلى عدة مستشفيات في صنعاء،  وكان معظم الضحايا أصيبوا جراء تهدم أجزاء من المباني السكنية عليهم في الطرقات وفي المساكن، ونزحت عشرات الأسر من محيط فج عطان بعد الانفجار العنيف الناتج عن الغارة الجوية. وكان من بين القتلى محمد راجح شمسان وهو مذيع في قناة اليمن اليوم. وأرتفع عدد القتلى إلى 90 شخصاً على الأقل.

### الممتلكات

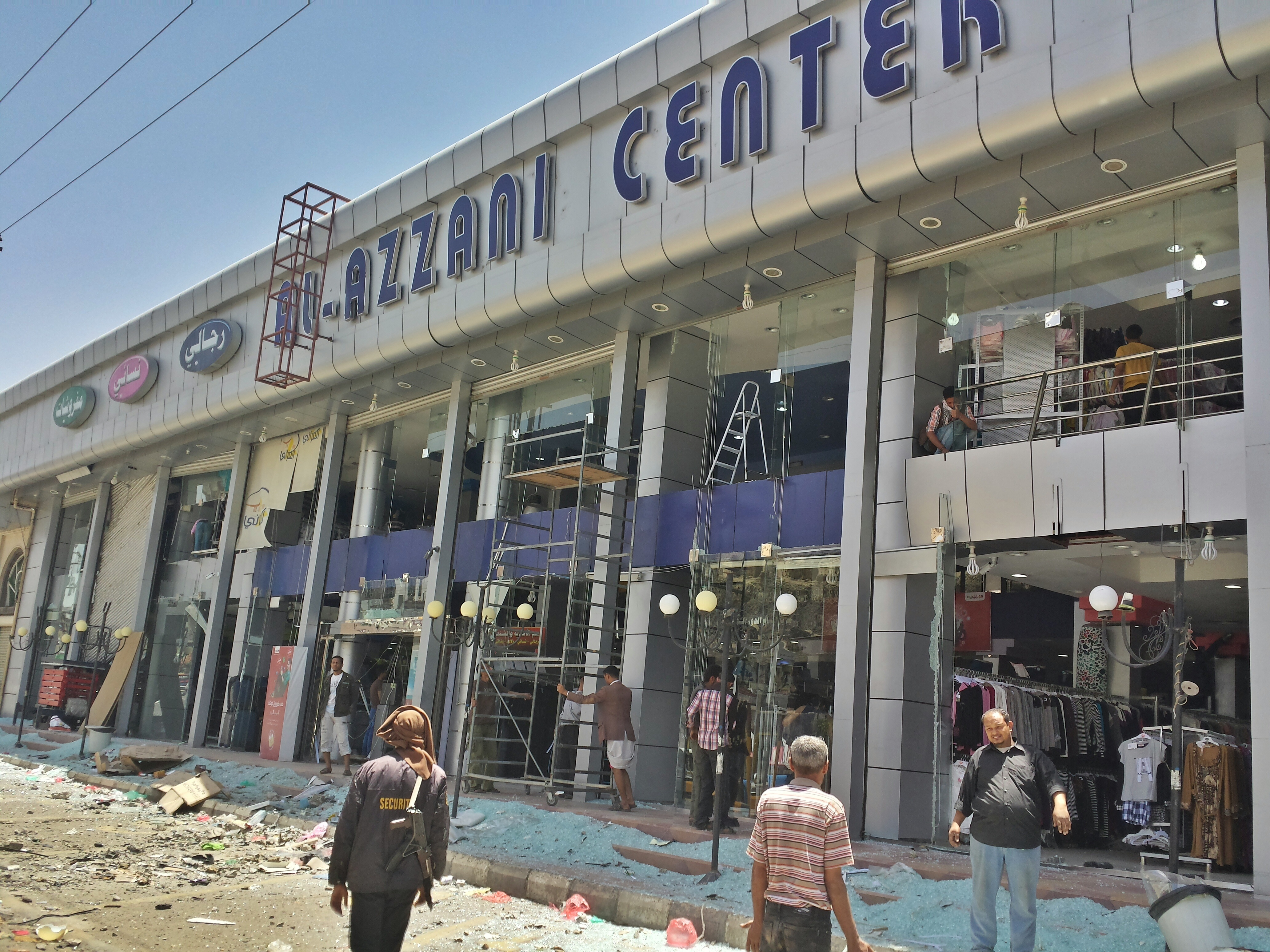
مركز تجاري بالقرب من جبل فج عطان الذي تعرض لضربة جوية من طائرات حربية.

تضررت المباني في الأحياء المحيطة بموقع الانفجار لأضرار بالغة، وتدمرت السيارات في الشوارع على بعد 6 كيلو متر من موقع الانفجار،  وهُشمت واجهات المحلات التجارية الزجاجية. وأندلعت النيران في محطة بنزين مجاورة لموقع الانفجار وتضررت مئات السيارات التي كانت في طابور بإنتظار توفُر مادتي البنزين والديزل. ودمر القصف مبنى قناة اليمن اليوم الواقع في فج عطان، وتوقف بثها.